# Sirnajati
Sirnajati is een bestuurslaag in het regentschap Bekasi van de provincie West-Java, Indonesië. Sirnajati telt 8713 inwoners (volkstelling 2010).